# 熊野神社の眼鏡橋

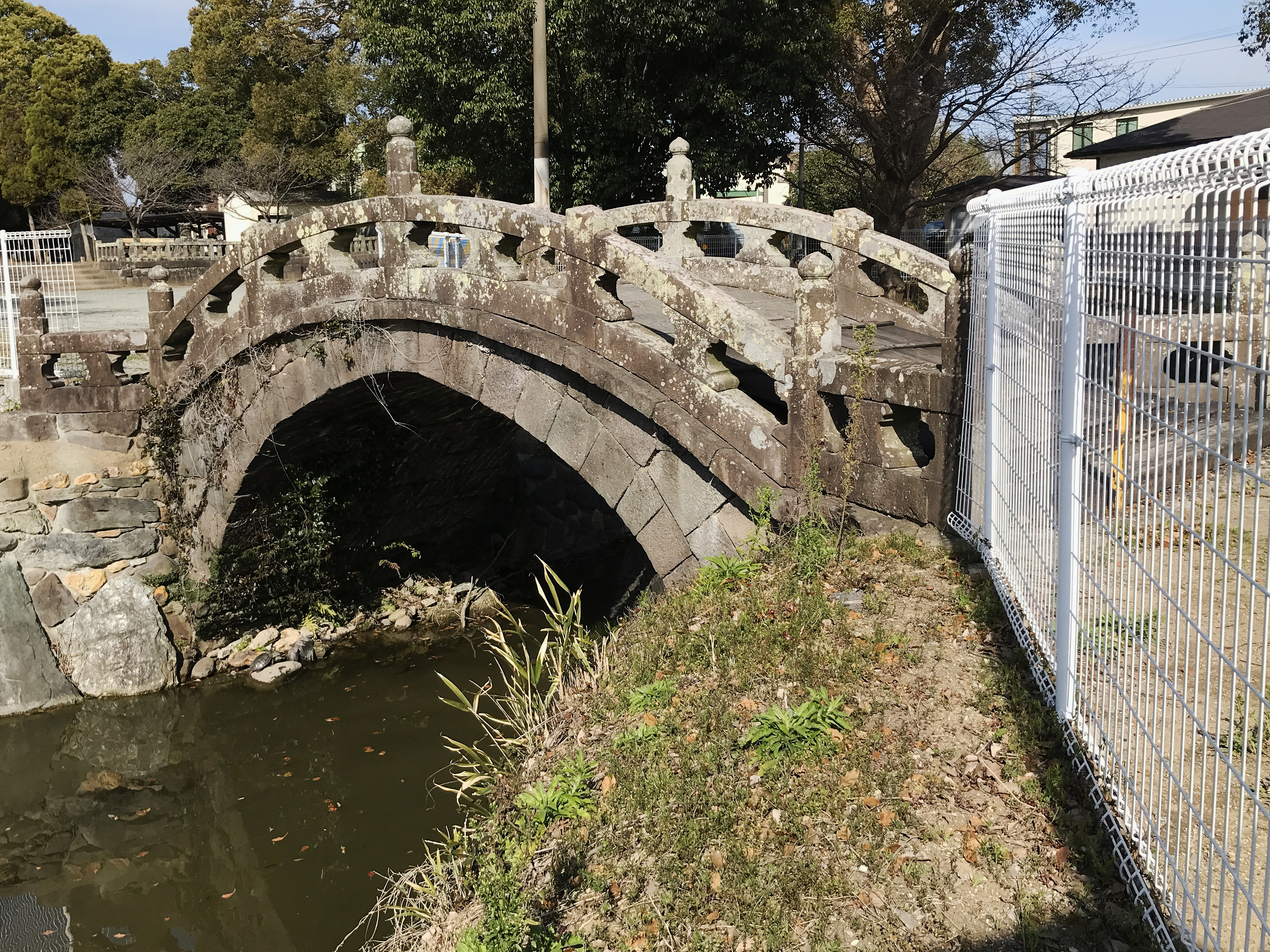
参道入口から見た眼鏡橋

熊野神社の眼鏡橋（くまのじんじゃのめがねばし）は、福岡県筑後市熊野にある熊野神社の参道に架かっている石橋。1697年（元禄10年）に開通したと思われ、眼鏡橋としては、大牟田市の早鐘眼鏡橋に次いで福岡県内で2番目に古いとされる。長さ5.25m、幅3.01mの眼鏡橋としては小さな橋である。1982年（昭和57年）に福岡県指定有形文化財となっている。